# Torneo WTA de Budapest
El Torneo de Budapest, oficialmente Hungarian Grand Prix, es un torneo de tenis de la WTA que se realiza en Budapest, Hungría. Se lleva a cabo desde 1993, y se juega sobre pistas de tierra batida al aire libre (entre 1993 y 2019 en dura indoor), siendo de categoría WTA 250. 
El evento fue reemplazado en el 2014 WTA Tour por el Torneo de Bucarest celebrado en Bucarest, Rumania. Regresó en el 2016 como un torneo de Circuito Femenino ITF y fue reincorporado en el WTA Tour en 2017.

## Campeonas

### Individual
| Año                       | Campeona                                      | Finalista                                     | Resultado                                     |               |
| ------------------------- | --------------------------------------------- | --------------------------------------------- | --------------------------------------------- | ------------- |
| 1993                      | Zina Garrison                                 | Sabine Appelmans                              | 7-5, 6-2                                      |               |
| 1994–1995                 | No se disputó                                 | No se disputó                                 | No se disputó                                 | No se disputó |
| 1996                      | Ruxandra Dragomir                             | Melanie Schnell                               | 7-6(6), 6-1                                   |               |
| 1997                      | Amanda Coetzer                                | Sabine Appelmans                              | 6-1, 6-3                                      |               |
| 1998                      | Virginia Ruano                                | Silvia Farina                                 | 6-4, 4-6, 6-3                                 |               |
| 1999                      | Sarah Pitkowski-Malcor                        | Cristina Torrens Valero                       | 6-2, 6-2                                      |               |
| 2000                      | Tathiana Garbin                               | Kristie Boogert                               | 6-2, 7-6(4)                                   |               |
| 2001                      | Magdalena Maleeva                             | Anne Kremer                                   | 3-6, 6-2, 6-4                                 |               |
| 2002                      | Martina Muller                                | Myriam Casanova                               | 6-2, 3-6, 6-4                                 |               |
| 2003                      | Magüi Serna                                   | Alicia Molik                                  | 3-6, 7-5, 6-4                                 |               |
| 2004                      | Jelena Janković                               | Martina Suchá                                 | 7-6(4), 6-3                                   |               |
| 2005                      | Anna Smashnova                                | Catalina Castaño                              | 6-2, 6-2                                      |               |
| 2006                      | Anna Smashnova                                | Lourdes Domínguez                             | 6-1, 6-3                                      |               |
| 2007                      | Gisela Dulko                                  | Sorana Cirstea                                | 6-7(2), 6-2, 6-2                              |               |
| 2008                      | Alizé Cornet                                  | Andreja Klepač                                | 7-6(5), 6-3                                   |               |
| 2009                      | Ágnes Szávay                                  | Patty Schnyder                                | 2-6, 6-4, 6-2                                 |               |
| 2010                      | Ágnes Szávay                                  | Patty Schnyder                                | 6-2, 6-4                                      |               |
| 2011                      | Roberta Vinci                                 | Irina-Camelia Begu                            | 6-4, 1-6, 6-4                                 |               |
| 2012                      | Sara Errani                                   | Yelena Vesnina                                | 7-5, 6-4                                      |               |
| 2013                      | Simona Halep                                  | Yvonne Meusburger                             | 6-3, 6-7(7), 6-1                              |               |
| 2014–2015                 | No hubo                                       | No hubo                                       | No hubo                                       | No hubo       |
| ↓ Circuito Femenino ITF ↓ |                                               |                                               |                                               |               |
| 2016                      | Elitsa Kostova                                | Viktoriya Tomova                              | 6-0, 7-6(3)                                   |               |
| ↓ WTA Tour ↓              |                                               |                                               |                                               |               |
| 2017                      | Tímea Babos                                   | Lucie Šafářová                                | 6-7(4), 6-4, 6-3                              |               |
| 2018                      | Alison Van Uytvanck                           | Dominika Cibulková                            | 6-3, 3-6, 7-5                                 |               |
| 2019                      | Alison Van Uytvanck                           | Markéta Vondroušová                           | 1-6, 7-5, 6-2                                 |               |
| 2020                      | No disputado debido a la Pandemia de COVID-19 | No disputado debido a la Pandemia de COVID-19 | No disputado debido a la Pandemia de COVID-19 |               |
| 2021                      | Yulia Putintseva                              | Anhelina Kalinina                             | 6-4, 6-0                                      |               |
| 2022                      | Bernarda Pera                                 | Aleksandra Krunić                             | 6-3, 6-3                                      |               |
| 2023                      | Maria Timofeeva                               | Kateryna Baindl                               | 6-3, 3-6, 6-0                                 |               |

### Dobles
| Año                       | Campeonas                                     | Finalistas                                    | Resultado                                     |         |
| ------------------------- | --------------------------------------------- | --------------------------------------------- | --------------------------------------------- | ------- |
| 1993                      | Caroline Vis Inés Gorrochategui               | Sandra Cecchini Patricia Tarabini             | 6-1, 6-3                                      |         |
| 1994–1995                 | No hubo                                       | No hubo                                       | No hubo                                       | No hubo |
| 1996                      | Katrina Adams Debbie Graham                   | Radka Bobková Eva Melicharová                 | 6-3, 7-6(3)                                   |         |
| 1997                      | Amanda Coetzer Alexandra Fusai                | Eva Martincová Elena Wagner                   | 6-3, 6-1                                      |         |
| 1998                      | Paola Suárez Virginia Ruano                   | Catalina Cristea Laura Montalvo               | 4-6, 6-1, 6-1                                 |         |
| 1999                      | Evgenia Kulikovskaya Sandra Nacuk             | Laura Montalvo Virginia Ruano                 | 6-3, 6-4                                      |         |
| 2000                      | Lubomira Bacheva Cristina Torrens Valero      | Jelena Kostanić Tošić Sandra Nacuk            | 6-0, 6-2                                      |         |
| 2001                      | Janette Husárová Tathiana Garbin              | Zsófia Gubacsi Dragana Zarić                  | 6-1, 6-3                                      |         |
| 2002                      | Emilie Loit Catherine Barclay-Reitz           | Elena Bovina Zsófia Gubacsi                   | 4-6, 6-3, 6-3                                 |         |
| 2003                      | Petra Mandula Elena Tatarkova                 | Conchita Martínez Granados Tatiana Perebiynis | 6-3, 6-1                                      |         |
| 2004                      | Barbara Schett Petra Mandula                  | Ágnes Szávay Virag Nemeth                     | 6-3, 6-2                                      |         |
| 2005                      | Emilie Loit Katarina Srebotnik                | Lourdes Domínguez Marta Marrero               | 6-1, 3-6, 6-2                                 |         |
| 2006                      | Janette Husárová Michaella Krajicek           | Lucie Hradecka Renata Voracova                | 4-6, 6-4, 6-4                                 |         |
| 2007                      | Ágnes Szávay Vladimíra Uhlířová               | Martina Müller Gabriela Navratilova           | 7-5, 6-2                                      |         |
| 2008                      | Alizé Cornet Janette Husárová                 | Vanessa Henke Ioana Raluca Olaru              | 6-7(5), 6-1, [10-6]                           |         |
| 2009                      | Alisa Kleybanova Monica Niculescu             | Alona Bondarenko Kateryna Bondarenko          | 6-4, 7-6(5)                                   |         |
| 2010                      | Timea Bacsinszky Tathiana Garbin              | Sorana Cîrstea Anabel Medina                  | 6-3, 6-3                                      |         |
| 2011                      | Anabel Medina Alicja Rosolska                 | Natalie Grandin Vladimira Uhlirova            | 6-2, 6-2                                      |         |
| 2012                      | Janette Husárová Magdaléna Rybáriková         | Eva Birnerová Michaëlla Krajicek              | 6-4, 6-2                                      |         |
| 2013                      | Andrea Hlavackova Lucie Hradecka              | Nina Bratchikova Anna Tatishvili              | 6-4, 6-1                                      |         |
| 2014–2015                 | No hubo                                       | No hubo                                       | No hubo                                       | No hubo |
| ↓ Circuito Femenino ITF ↓ |                                               |                                               |                                               |         |
| 2016                      | Ema Burgić Bucko Georgina García Pérez        | Lenka Kunčíková Karolína Stuchlá              | 6-4, 2-6, [12-10]                             |         |
| ↓ WTA Tour ↓              |                                               |                                               |                                               |         |
| 2017                      | Su-Wei Hsieh Oksana Kalashnikova              | Arina Rodionova Galina Voskoboeva             | 6-3, 4-6, [10-4]                              |         |
| 2018                      | Georgina García Pérez Fanny Stollár           | Kirsten Flipkens Johanna Larsson              | 4-6, 6-4, [10-3]                              |         |
| 2019                      | Ekaterina Alexandrova Vera Zvonareva          | Fanny Stollár Heather Watson                  | 6-4, 4-6, [10-7]                              |         |
| 2020                      | No disputado debido a la Pandemia de COVID-19 | No disputado debido a la Pandemia de COVID-19 | No disputado debido a la Pandemia de COVID-19 |         |
| 2021                      | Mihaela Buzărnescu Fanny Stollár              | Aliona Bolsova Tamara Korpatsch               | 6-4, 6-4                                      |         |
| 2022                      | Ekaterine Gorgodze Oksana Kalashnikova        | Katarzyna Piter Kimberley Zimmermann          | 1-6, 6-4, [10-6]                              |         |
| 2023                      | Katarzyna Piter Fanny Stollár                 | Jessie Aney Anna Sisková                      | 6-2, 4-6, [10-4]                              |         |
| 2024                      | Katarzyna Piter Fanny Stollár                 | Anna Danilina Irina Khromacheva               | 6-3, 3-6, [10-3]                              |         |